# Sky Is Over
Sky Is Over är den amerikanske musikern Serj Tankians fjärde singel och låten handlar om global uppvärmning och föroreningar. Det finns även en akustisk version av denna låt, som bland annat har spelats live på KROQ Almost Acoustic Christmas 2007. "Sky Is Over" finns även med på livealbumet Elect the Dead Symphony och som nedladdningsbar låt till Rock Band-serien.
Tankian själv beskriver låtens mening med följande meningar: 
| ”              | Jag har alltid tänkt på himlen som en öppen målarduk. När jag var ung och tittade upp mot himlen kommer jag ihåg att jag dagdrömde genom att bara titta uppåt på himlen. Jag kunde vara kreativ och ha möjligheten att designa saker då. Tänk vad som skulle hända om vi inte hade någon himmel. Var skulle vi befinna oss? Nåväl, rent vetenskapligt hade vi nog varit döda om vi inte hade haft någon atmosfär. | „ |
| – Serj Tankian | |   |

## Låtlista
Alla låtar är skrivna och komponerade av Serj Tankian, om inte annat anges. 
| Nr | Titel                         | Längd |
| -- | ----------------------------- | ----- |
| 1. | Sky Is Over                   | 2:57  |
| 2. | Sky Is Over (Fawk Yeah Remix) | 3:39  |

| 1. | Sky Is Over | 2:58 |

| 1. | Sky Is Over (Akustisk version) | 2:57 |
| 2. | Empty Walls (Akustisk version) | 3:46 |

| 1. | Sky Is Over                    | 2:59 |
| 2. | Sky Is Over (Fawk Yeah Remix)  | 3:38 |
| 3. | Sky Is Over (Akustisk version) | 2:59 |